# 노동자당 (알제리)
노동자당(아랍어: حزب العمال, 베르베르어: Akabar Ixeddamen)은 알제리의 트로츠키주의 정당으로, 프랑스의 독립 노동자당과 밀접한 연계가 있다. 현재 대표는 루이자 하눈(Louisa Hanoune)이다.
1990년 알제리의 노동조합 운동으로 결성되었으며 창립 이래로 루이자 하눈이 대표를 맡아왔다. 2002년 총선에서 3.3%를 득표하여 21명의 의원을 선출했으며, 루이자 하눈은 2004년 아랍권 최초로 대통령 선거에 여성 후보로 나섰고 1%를 득표했다. 2007년 총선에서는 5.08%를 득표, 26석을 차지하여 국민해방전선, 민주국민연합, 평화사회운동의 3당 연합을 제외한 야당 중 최대 정당이었다. 2017년 총선에서는 의석을 절반 이상 잃었다.